# Mercury — Act 2
Mercury — Act 2 — шестой студийный альбом американской поп-рок-группы Imagine Dragons. Он был выпущен 1 июля 2022 года на лейблах Kidinakorner и Interscope Records. Альбом является продолжением альбома группы 2021 года Mercury — Act 1. Как и его предшественник, исполнительным продюсером альбома выступил Рик Рубин. Одновременно с его выпуском альбом был упакован с Mercury — Act 1 и выпущен как сборник под названием Mercury — Acts 1 & 2.

## Предыстория и продвижение
Imagine Dragons выпустили свой пятый студийный альбом Mercury — Act 1 3 сентября 2021 года. После его выпуска группа подтвердила, что выпустит альбом-продолжение. Группа заявила, что Рик Рубин будет исполнительным продюсером альбома. В январе 2022 года фронтмен Дэн Рейнольдс заявил, что альбом «почти готов» и, вероятно, будет выпущен после первого этапа Mercury Tour. В интервью, опубликованном через Apple Music в конце марта, Дэн Рейнольдс заявил, что альбом отличается по звучанию от их предыдущих альбомов, и сказал, что на него повлиял хип-хоп.

## Отзывы
| Оценки критиков | Оценки критиков |
| Источник        | Оценка          |
| --------------- | --------------- |
| AllMusic        | [ 3 ]           |
| Rolling Stone   | [ 4 ]           |
| The Arts Desk   | [ 5 ]           |
| The Telegraph   | [ 6 ]           |

В смешанном обзоре Mercury — Acts 1 & 2 Нил З. Юенг из AllMusic считает, что «в то время как первая часть обрабатывала эти беспорядочные эмоции с некоторыми из самых грубых и самых уязвимых моментов в обычном каталоге группы для радио и спортзала, вторая половина альбома отягощена похожими моментами, подавляя импульс горстки классических стомперов, приправленных повсюду».

## Продвижение
«Bones» был выпущен в качестве ведущего сингла к Mercury — Act 2 11 марта 2022 года. Песня использовалась для продвижения предстоящего третьего сезона сериала The Boys телеканала Amazon Prime Video. Выход видеоклипа на песню 6 апреля совпал с предварительным заказом альбома. Альбом из 18 треков был выпущен 1 июля 2022 года как часть сборника Mercury — Acts 1 & 2. Второй сингл с альбома «Sharks» был выпущен 24 июня 2022 года вместе с музыкальным видео. Он был отправлен на итальянское радио 1 июля 2022 года.

## Треклист
| №                   | Название                           | Автор(ы)                                                                              | Producer(s)                         | Длительность |
| ------------------- | ---------------------------------- | ------------------------------------------------------------------------------------- | ----------------------------------- | ------------ |
| 1.                  | «Bones»                            | Dan Reynolds Wayne Sermon Ben McKee Daniel Platzman Robin Fredriksson Mattias Larsson | Mattman & Robin                     | 2:46         |
| 2.                  | «Symphony»                         | Reynolds Sermon McKee Platzman Joel Little Talay Riley Adio Marchant                  | Little                              | 2:55         |
| 3.                  | «Sharks»                           | Reynolds Sermon McKee Platzman Larsson Fredriksson                                    | Mattman & Robin                     | 3:10         |
| 4.                  | «I Don't Like Myself»              | Reynolds Sermon McKee Platzman Marco Borrero                                          | Mag                                 | 3:05         |
| 5.                  | «Blur»                             | Reynolds Sermon McKee Platzman Graham Andrew Muron Nick Scapa Mick Coogan             | KillaGraham Mick Coogan Nicky Blitz | 2:55         |
| 6.                  | «Higher Ground»                    | Reynolds Sermon McKee Platzman Andrew Tolman                                          | Goldwiing                           | 2:41         |
| 7.                  | «Crushed»                          | Reynolds Sermon McKee Platzman                                                        | Imagine Dragons                     | 3:08         |
| 8.                  | «Take It Easy»                     | Reynolds Sermon McKee Platzman                                                        | Imagine Dragons                     | 2:38         |
| 9.                  | «Waves»                            | Reynolds Sermon McKee Platzman Larsson Fredriksson Justin Tranter                     | Mattman & Robin                     | 3:45         |
| 10.                 | «I'm Happy»                        | Reynolds Sermon McKee Platzman Tolman                                                 | Goldwiing                           | 3:05         |
| 11.                 | «Ferris Wheel»                     | Reynolds Sermon McKee Platzman                                                        | Imagine Dragons                     | 3:23         |
| 12.                 | «Peace of Mind»                    | Reynolds Sermon McKee Platzman Jason Suwito                                           | Suwito                              | 2:53         |
| 13.                 | «Sirens»                           | Reynolds Sermon McKee Platzman Jayson DeZuzio                                         | DeZuzio                             | 2:35         |
| 14.                 | «Tied»                             | Reynolds Sermon McKee Platzman                                                        | Imagine Dragons                     | 4:01         |
| 15.                 | «Younger»                          | Reynolds Sermon McKee Platzman Tolman                                                 | Goldwiing                           | 3:11         |
| 16.                 | «Continual» (featuring Cory Henry) | Reynolds Sermon McKee Platzman Henry                                                  | Rick Rubin                          | 3:49         |
| 17.                 | «They Don't Know You Like I Do»    | Reynolds Sermon McKee Platzman Tolman                                                 | Goldwiing Imagine Dragons           | 4:17         |
| Общая длительность: | Общая длительность:                | Общая длительность:                                                                   | Общая длительность:                 | 54:16        |

| №                   | Название                           | Автор(ы)                              | Producer(s)               | Длительность |
| ------------------- | ---------------------------------- | ------------------------------------- | ------------------------- | ------------ |
| 16.                 | «I Wish»                           | Reynolds Sermon McKee Platzman        | Imagine Dragons           | 3:27         |
| 17.                 | «Continual» (featuring Cory Henry) | Reynolds Sermon McKee Platzman Henry  | Rubin                     | 3:49         |
| 18.                 | «They Don't Know You Like I Do»    | Reynolds Sermon McKee Platzman Tolman | Goldwiing Imagine Dragons | 4:17         |
| Общая длительность: | Общая длительность:                | Общая длительность:                   | Общая длительность:       | 57:43        |

| №                   | Название                                     | Автор(ы)                                           | Producer(s)         | Длительность |
| ------------------- | -------------------------------------------- | -------------------------------------------------- | ------------------- | ------------ |
| 19.                 | «Bones» (Live from the Climate Pledge Arena) | Reynolds Sermon McKee Platzman Larsson Fredriksson | Imagine Dragons     | 3:07         |
| Общая длительность: | Общая длительность:                          | Общая длительность:                                | Общая длительность: | 1:00:50      |

## Mercury — Acts 1 & 2
Mercury — Acts 1 & 2 — это сборник, состоящий из Mercury — Act 1 и Mercury — Act 2, выпущенный 1 июля 2022 года. Двойной альбом включает сингл «Enemy» как часть Mercury — Act 1, где он появляется как дополнительный трек на цифровом переиздании альбома. В то время как стандартное CD-издание Mercury — Acts 1 & 2 также включает «Enemy», трек «I Wish» как часть цифрового и «Target Exclusive» издания Mercury — Act 2 не включен.

### Чарты
| Чарт (2022)                         | Высшая позиция |
| ----------------------------------- | -------------- |
| Австралия (ARIA)                    | 13             |
| Австрия (Ö3 Austria)                | 3              |
| Бельгия/Фландрия (Ultratop)         | 7              |
| Бельгия/Валлония (Ultratop)         | 4              |
| Чехия (ČNS IFPI)                    | 35             |
| Нидерланды (Album Top 100)          | 4              |
| Финляндия (Suomen virallinen lista) | 50             |
| Франция (SNEP)                      | 4              |
| Германия (Offizielle Top 100)       | 6              |
| Италия (FIMI)                       | 7              |
| Литва (AGATA)                       | 14             |
| Новая Зеландия (RMNZ)               | 25             |
| Норвегия (VG-lista)                 | 7              |
| Польша (ZPAV)                       | 4              |
| Португалия (AFP)                    | 12             |
| Швейцария (Schweizer Hitparade)     | 1              |